# Джон Лаєлл
Джон Лаєлл (англ. John Lyall, 24 лютого 1940, Ілфорд — 10 квітня 2006, Таттінгстоун) — англійський футболіст, що грав на позиції захисника, а згодом тренер, футбольне життя якого майже нерозривно було пов'язане з клубом «Вест Гем Юнайтед». Вважається одним з найуспішніших головних тренерів в історії цієї команди.

## Ігрова кар'єра
Народився 24 лютого 1940 року в місті Ілфорд. Вихованець футбольної школи клубу «Вест Гем Юнайтед». У квітні 1959 року дебютував у складі основної команди «Вест Гема». Проте, так й не ставши гравцем основного складу команди, був змушений завершити ігрову кар'єру у 23-річному віці через важку травму коліна.

## Кар'єра тренера

### «Вест Гем Юнайтед»
Завершивши передчасно кар'єру гравця, 1964 року отримав пропозицію залишитися у «Вест Гем Юнайтед», ставши одним з тренерів юнацької команди клубу. Протягом наступного десятиріччя поступово піднімався кар'єрними сходами, доки влітку 1974 не змінив Рона Грінвуда на посаді головного тренера основної команди «Вест Гема».
Уже за результатами свого першого сезону роботи на цій позиції 35-річний на той час тренер здобув з «молотами» у 1975 році титул володаря Кубка Англії. Наступного року команда Лаєлла сягнула фіналу Кубка володарів європейських кубків, в якому, утім, поступилася бельгійському «Андерлехту» з рахунком 2:4.
1978 року «Вест Гем» понизився у класі до Другого дивізіону Футбольної ліги, і протягом наступних років Лаєлл проводив перебудову команди для повернення до найвищого англійського дивізіону. Повернення відбулося 1981 року, коли «молоти» стали преможцями Другого дивізіону з 13-очковим відривом від найближчого переслідувача. А роком раніше, у 1980, «Вест Гем» удруге під керівництвом Лаєлла став володарем Кубка Англії, здолавши у фіналі лондонський «Арсенал» і ставши на багато десятирічь останнім клубом з другого англійського дивізіону, якому вдавалося підкорити цей трофей.
Повернувшись до найвищої англійської ліги, «Вест Гем» декілька років витратив на своє становлення як міцного середняка цього дивізіону, а вже в сезоні 1985/86 команда посіла найвище у своїй історії третє місце в англійському чемпіонаті. Проте надалі результати команди почали погіршуватися, і сезон 1988/89 «молоти» завершили на передостанній позиції у турнірній таблиці Футбольної ліги, знову вибувши таким чином до Другого дивізіону. Після цього у червні 1989 року Лаєлла було звільнено.

### «Іпсвіч Таун»
11 травня 1990 року був призначений головним тренером друголігового «Іпсвіч Тауна». Вже за результатами свого другого сезону роботи з цією командою у 1992 році привів її до чемпіонства у Другому дивізіоні, зробивши таким чином «Іпсвіч» учасником першого сезону новоствореної Прем'єр-ліги. По ходу цього сезону в еліті команда з Іпсвіча показувала неочікувано високі результати і протягом частини січня 1993 року навіть йшла на четвертій позиції турнірної таблиці. Проте згодом результати погіршилася і команда Лаєлла фінішувала лише 16-ю.
Наступний сезон 1993/94 для «Іпсвіча» вже майже повністю був присвячений боротьбі за збереження місця у Прем'єр-лізі, що врешті-решт команді вдалося — від зони вильоту її відділило лише одне турнірне очко. Утім в сезоні 1994/95 ситуація не покращилася, натомість від самого початку чемпіонату «Іпсвіч Таун» облаштувався на нижніх рядках турнірної таблиці і по його завершенні залишив еліту англійського футболу. Сам Лаєлл пішов у відставку ще по ходу сезону, у грудні 1994, після чого до тренерської роботи не повертався.

## Смерть і вшанування пам'яті
Помер від інфаркту 10 квітня 2006 року на 67-му році життя у своєму будинку в графстві Саффолк.
За декілька днів після смерті Лаєлла, 25 квітня, «Вест Гем Юнайтед» грав у півфіналі Кубка Англії проти «Мідлсбро». Перед початком гри було оголошено хвилину мовчання у пам'ять про багаторічного очільника «молотів». Саму гру з рахунком 1:0 виграв «Вест Гем», вийшовши таким чином до фіналу Кубка, уперше з часів Лаєлла.
У грудні 2009 року іменем Лаєлла було названо головний вхід до Болейн Граунд, клубного стадіону «Вест Гем Юнайтед». З переїздом клубу на іншу лондонську арену, Олімпійський стадіон, було оголошено про збереження цієї назви для входу на новий клубний стадіон.

### Тренерська статистика
| Команда            | З              | По            | Результати | Результати | Результати | Результати | Результати |
| Команда            | З              | По            | І          | В          | Н          | П          | % В        |
| ------------------ | -------------- | ------------- | ---------- | ---------- | ---------- | ---------- | ---------- |
| «Вест Гем Юнайтед» | 16 серпня 1974 | 5 червня 1989 | 770        | 308        | 194        | 268        | 40,0       |
| «Іпсвіч Таун»      | 11 травня 1990 | 5 грудня 1994 | 125        | 47         | 47         | 31         | 37,6       |
| Усього             | Усього         | Усього        | 895        | 355        | 241        | 299        | 39,7       |

## Титули і досягнення
- Володар Кубка Англії (2):

«Вест Гем Юнайтед»: 1974-75, 1979-80
- Переможець Другого дивізіону (1):

«Вест Гем Юнайтед»: 1980-81
«Іпсвіч Таун»: 1991-92